# Jean-Marc Fédida
Pour les articles homonymes, voir Fedida.
Jean-Marc Fédida, né le 28 novembre 1963 à Lyon, est un avocat français, parfois en charge d'affaires financières et pénales médiatiques.

## Biographie

### Famille
Jean-Marc Fédida est le fils d'un psychanalyste, Pierre Fédida, et d'une professeur de lettres modernes, féministe et communiste.

### Carrière
Il devient avocat en 1988 après avoir été stagiaire au sein du cabinet de Georges Kiejman. Il est élu secrétaire de la Conférence du Stage du Barreau de Paris en 1993, dans la même promotion qu'Arnaud Montebourg et Alexandre Varaut avec lesquels il noue une relation d'amitié.
En 1996, il est l'avocat de Madeleine Germon dans l'affaire de la profanation du cimetière juif de Carpentras qu'il qualifie d' « antisémitisme ordinaire ».
Au cours de sa carrière d’avocat, il a notamment été le conseil d'Alain Madelin — partie civile dans l'affaire Clearstream 2 — de Didier Schuller dans l'affaire des HLM de Paris ; il est par ailleurs un des conseils de Total et du Canard Enchaîné,.
En 2012, il est élu membre du conseil de l'ordre des avocats de Paris.
En 2013, il est reçu aux épreuves du barreau d'Israël.
En 2018, il figure à la 25e place du classement GQ des « avocats les plus puissants de France ».

### Ecriture
En 2006, Jean-Marc Fédida publie L'Horreur sécuritaire - Les Trente Honteuses, un essai dans lequel il développe la thèse selon laquelle les gouvernements français successifs, indépendamment de leur étiquette politique, empilent des « lois et discours et liberticides » afin de masquer la fragilité de la société réduisant, de facto, la gestion des questions sociales à une politique criminelle à l'instar du modèle américain. L'Express juge l'« analyse salutaire » mais critique des formules parfois sans nuance qui affaiblissent la démonstration.
En 2012, dans Le Procès Capone, il revient sur les conditions historiques qui firent condamner le gangster américain Al Capone, soutenant que ce dernier « n'a pas été jugé pour ce qu'il a fait [...] mais pour ce qu'il était ». L'auteur considère en effet que les activités illégales d'Al Capone représentaient le symbole de l'ultra-capitalisme américain et qu'il a déchu par la société même qui l'avait engendré.
En 2015 il fait le récit, dans L'Affaire Maurras, du procès de l'écrivain qui s'est soldé par une condamnation à la réclusion criminelle à perpétuité et à la dégradation nationale en janvier 1945. Il revient notamment sur son comportement durant l'entre-deux-guerres pour expliquer son nationalisme.

## Publications
- Avec Yves-Henri Bonello, Le Contentieux de l’environnement, Paris, PUF, 1985, 127 pages (ISBN 978-2130463610)
- Le Contentieux douanier, Paris, PUF, 2001, 128 pages (ISBN 978-2130511311)
- L'Horreur sécuritaire : Les Trente Honteuses, Paris, Éditions Privé, 2006, 204 pages (ISBN 978-2350760438)
- Impasses de Grenelle : De la perversité écologiste, Paris, Ramsay, 2008, 201 pages (ISBN 978-2841149506)
- Le Procès Capone, Paris, Fleuve Noir, 2012, 264 pages (ISBN 226509482X)
- L’Affaire Maurras, Paris, L'Age d'Homme, 2015, 231 pages  (ISBN 978-2825144510)

## Décorations
- Chevalier de l'Ordre National du Mérite, 2009[13]
- Chevalier de la Légion d'honneur, 2024[14]